# Lo mejor de tu vida
«Lo mejor de tu vida» es una canción de balada romántica escrita y producida por el cantautor español Manuel Alejandro, coescrita por Marian Beigbeder, e interpretada por el artista español Julio Iglesias. Fue lanzada como el sencillo principal de su álbum de estudio en español Un hombre solo (1987) bajo el sello CBS Discos. La canción se convirtió en la primera de un artista masculino latino en estar 13 semanas en el número uno en el Billboard Hot Latin Tracks y el récord, salto a la cima de la tabla de más de veinte años (14-1) hasta que la banda de rock mexicano Maná saltó del 22 al número uno con "Manda una señal" en 2007. Fue también colona sonora de la telenovela mexicana Las Amazonas.
"Lo mejor de tu vida" también es reconocida como una de las canciones de firma de Iglesias y ha sido grabada por varios cantantes, entre ellos Tamara, Simone, Ray Conniff, Bertín Osborne y Alexandre Pires.
Esta canción también fue grabada en italiano "Innocenza Selvaggia" del disco "Tutto L´amore che ti manca" comercializado en 1987 en Italia, también se grabó en portugués "O melhor de tua vida" y forma parte del álbum "Un hombre solo Brasil" 1987.
También se grabó el video oficial de dicha canción, donde el tema central, retrata a Julio cantando en una habitación, evocando a una bella mujer.

## Antecedentes
Julio Iglesias es el cantante latino más popular en la historia, habiendo vendido más de 350 millones de álbumes en todo el mundo, hasta 2014. En 1968, era un contendiente en el Festival de Benidorm (España) cantando su canción original "La Vida Sigue Igual". Iglesias ganó el primer sitio en el concurso, lo que condujo a un contrato discográfico con Columbia, un sello discográfico independiente. Durante los años 70, realizó giras por Europa y América Latina, ganando una gran base de fanes con éxitos como 1975 de "Manuela", escrito por Manuel Alejandro. Unos años antes, Iglesias vio a otro artista durante un festival de música interpretándola, y pensó que la canción que estaba cantando era hermosa, empezó a preguntar quién era el autor de la misma, y alguien le dijo que era del compositor Manuel Alejandro. Iglesias se refiere a Alejandro como el "mayor compositor español de la historia". Alejandro e Iglesias volvieron a trabajar juntos en "Un hombre solo" que fue galardonado con el Grammy a la Mejor Interpretación Pop Latina y vendió tres millones de copias en todo el mundo. Manuel Alejandro dijo al diario español La Revista que Iglesias era el mejor intérprete de sus canciones, y alabó la simplicidad de su obra.

## Tabla de desempeño
La canción debutó en el Billboard Hot Latin Tracks en el número 14 el 30 de mayo de 1987 y trepó a la cima de la tabla de la siguiente semana. Lo mejor de tu vida, estableció el récord de la mayor salto a la cima de la historia de la lista musical. Después de casi 20 años, el récord de Iglesias fue roto por la banda de rock mexicano Maná, que se disparó desde del número 22 hacia la primera ubicación con "Manda Una Señal". Esta canción estuvo 13 semanas no consecutivas en el número uno, la mayoría para un artista masculino en la lista Hot Latin Tracks, solo superado por Daddy Yankee con "Rompe" (15 semanas), Luis Fonsi con "No Me Doy por Vencido" (19 semanas), Flex con "Te Quiero" (20 semanas), y con Juanes "Me Enamora" (20 semanas).

## Rendimiento en listas
| Lista (1987)                    | Máxima posición |
| ------------------------------- | --------------- |
| U.S. Billboard Hot Latin Tracks | 1               |

### Sucesión en las listas
| Predecesor: En barcarrota de Braulio               | U.S. Billboard Hot Latin Tracks — Sencillo N°. 1 (Primera vuelta) 6 de junio de 1987 - 21 de agosto de 1987       | Sucesor: Ahora te puedes marchar de Luis Miguel |
| Predecesor: Ahora te puedes marchar de Luis Miguel | U.S. Billboard Hot Latin Tracks — Sencillo N°. 1 (Segunda vuelta) 29 de agosto de 1987 - 11 de septiembre de 1987 | Sucesor: Ahora te puedes marchar de Luis Miguel |